# AY-3-8500

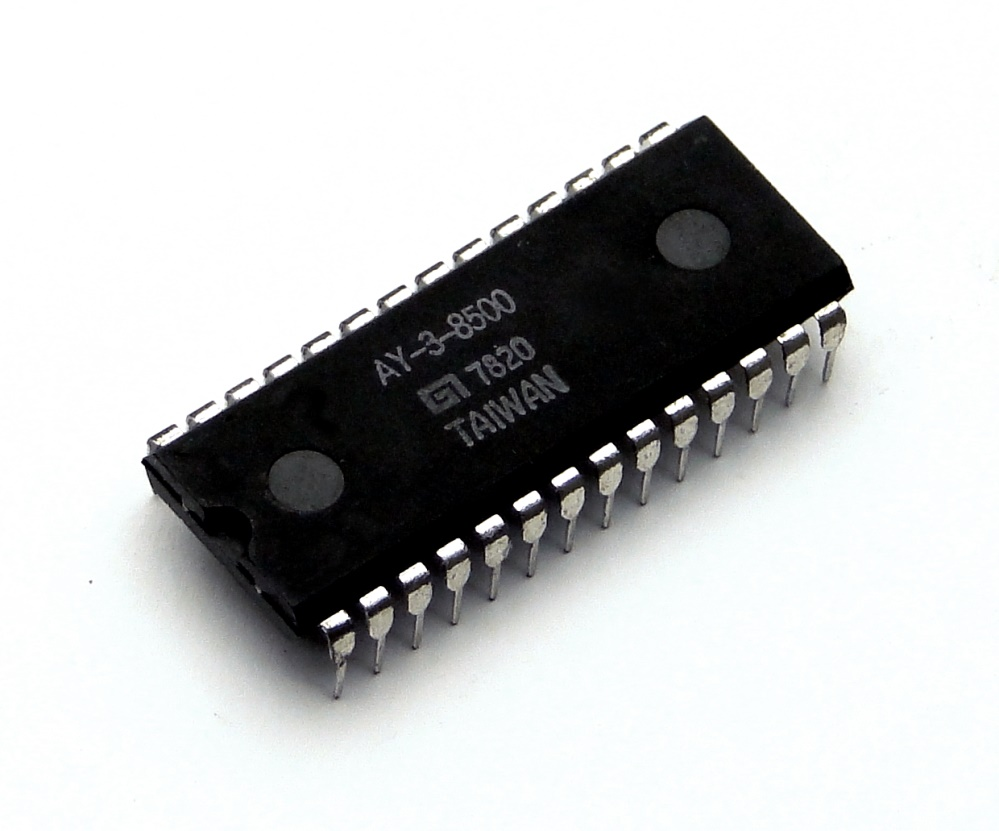

Der AY-3-8500 ist ein integrierter Schaltkreis der General Instrument Corporation, der ab 1976 produziert wurde. Von seinem Hersteller auch Ball & Paddle genannt, dient er zur Ausgabe von sieben unterschiedlichen Videospielen beispielsweise an einem Fernsehgerät. Fünf der einzeln auswählbaren Spiele orientieren sich dabei in ihrem Spielablauf, der Steuerung und der audiovisuellen Präsentation stark an Pong. Bei den restlichen beiden handelt es sich dagegen um Schießspiele, die ein Lichtgewehr als Controller voraussetzen. Für Vermarktungsgebiete mit NTSC-Fernsehnorm stellte General Instrument eine eigene Variante des Chips unter der Bezeichnung AY-3-8500-1 her.
Der Schaltkreis enthält sämtliche Baugruppen zur Abfrage von Handcontrollern, zur Ausführung der Spielmechanik und zur Erzeugung sowohl von Ton als auch Bild. Im Gegensatz zu den damals sehr viel teureren Mikroprozessoren ist der AY-3-8500 nicht programmierbar. Die Spielmechanik und die grafische Darstellung sind somit nicht änderbar, lediglich einige Spieleparameter können eingestellt werden. Die Spiele werden daher oft als fest verdrahtet (englisch hard-wired) und die dazugehörige Konsole als spezialisiert (englisch dedicated) bezeichnet.
Der AY-3-8500 wurde als Massenware kostengünstig produziert und preiswert angeboten. Auch kleinere oder fachfremde Firmen wie der Spielzeughersteller Coleco Industries konnten 1976 so eigene Geräte für den prosperierenden Videospielmarkt herstellen. Der Schaltkreis fand daraufhin in Millionen Videospielkonsolen Verwendung, was rasch zu einem Überangebot führte. Infolge des damit verbundenen ruinösen Preiskampfes unter den Herstellern kam es im Laufe des Jahres 1977 zum Zusammenbruch des Videospielmarktes, dem ersten Video Game Crash. Danach schwenkten größere Unternehmen wie Atari endgültig auf die wesentlich flexibleren, mikroprozessorgesteuerten Videospielkonsolen um. Vor allem Firmen aus Fernost produzierten dagegen noch bis etwa 1983 Videospielkonsolen mit dem AY-3-8500.

## Geschichte
Im Jahr 1972 hielten in den USA die ersten kommerziellen Videospiele Einzug in die Welt der Unterhaltung. Die Odyssey von Magnavox und später auch andere Geräte für den Heimbereich waren dabei wesentlich leistungsschwächer als die in öffentlichen Plätzen aufgestellten Arcadeautomaten wie Ataris Pong mit ihren teuren elektronischen Baugruppen. Um auch den lukrativ erscheinenden Heimunterhaltungsmarkt mit leistungsfähigen und gleichzeitig günstigen Geräten versorgen zu können, begannen verschiedene Unternehmen mit der Entwicklung hochintegrierter elektronischer Schaltkreise. Diese sollten bei nur geringen Herstellungskosten die Automatenelektronik in einem handlichen Bauelement zusammenfassen. Die erste Videospielkonsole mit einem solchen Spezialbaustein war Atari Home Pong von 1975. Allerdings behielt sich Atari die alleinige Verwendung des Schaltkreises vor. Andere Hersteller von Unterhaltungselektronik blieben zunächst außen vor.

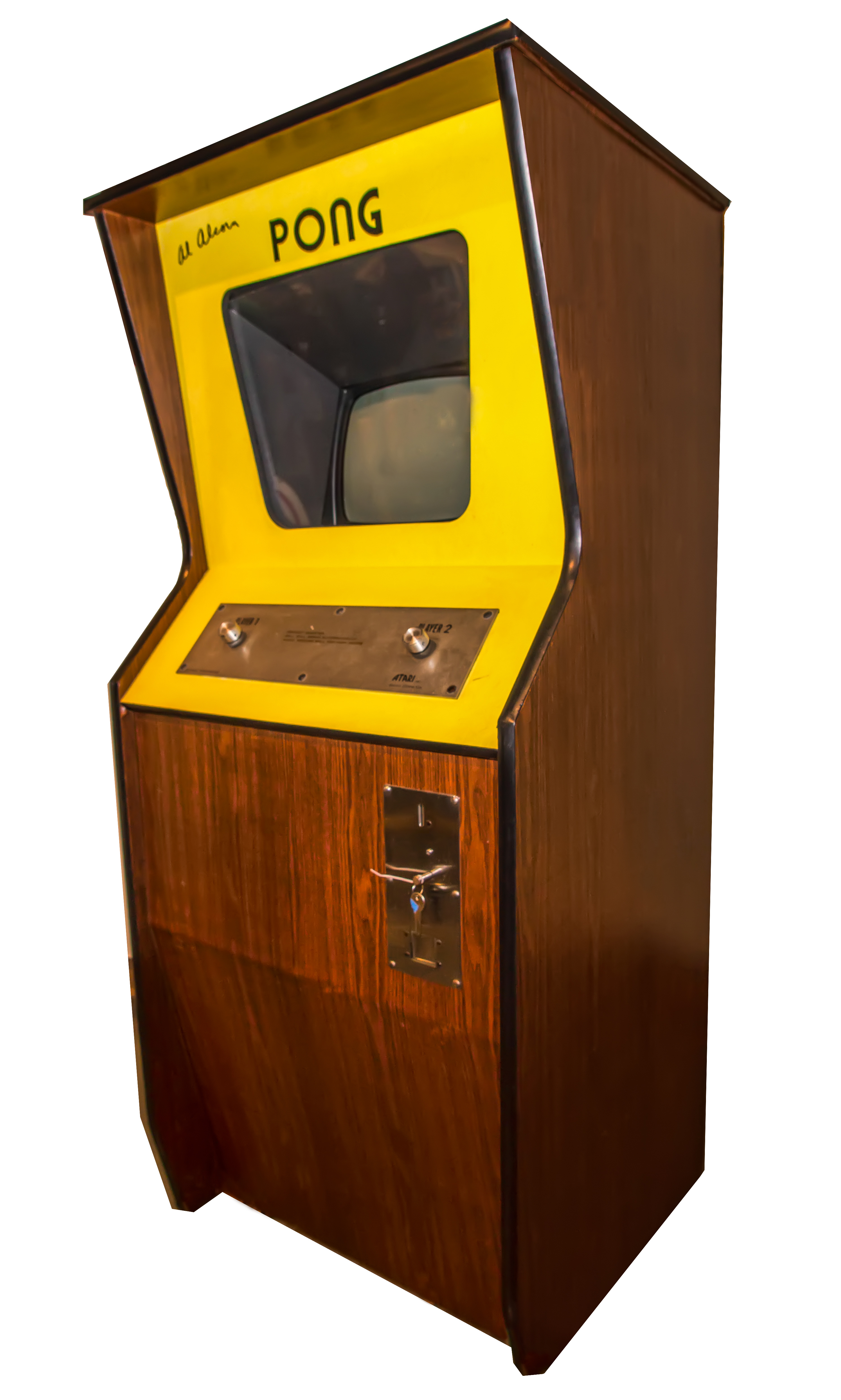
Atari Pong (1972)
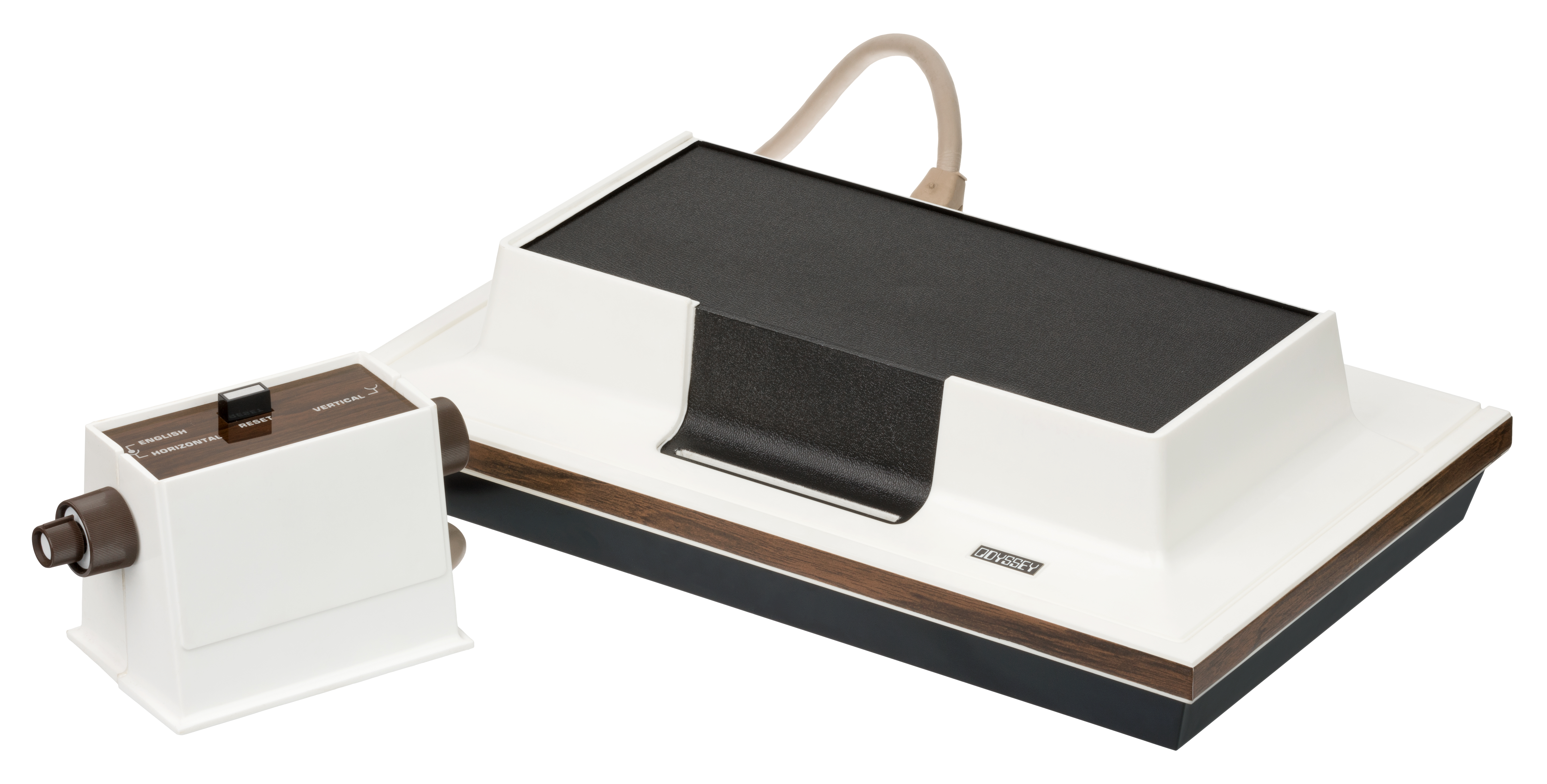
Magnavox Odyssey (1972)
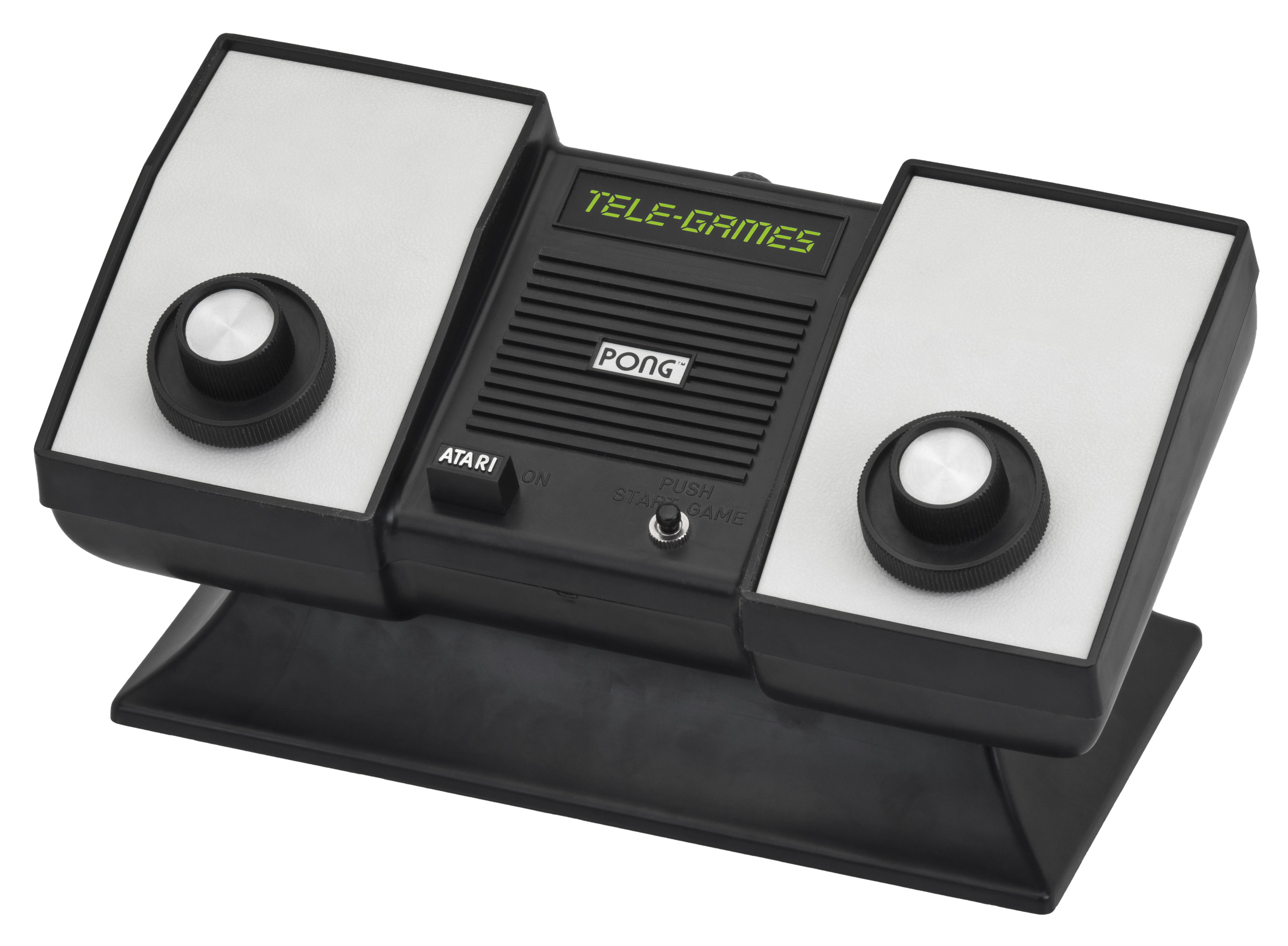
Atari Home Pong (1975)

### Entwicklung
Vermutlich bereits im Jahr 1973 evaluierte auch der Halbleiterhersteller General Instrument im schottischen Glenrothes die Miniaturisierbarkeit damaliger Videospielelektronik. Das Management sah jedoch kein Potential und verwarf ein weiteres Engagement in diesem Bereich. Dennoch begannen die angestellten Ingenieure Gilbert Duncan Harrower und Dave Coutts – in ihrer Freizeit – einen ersten, noch handverdrahteten Prototypen eines entsprechenden Spezialbausteins zu entwickeln. Dieser funktionsfähige Entwurf konnte firmenintern überzeugen, und das Management von General Instrument beschloss nur wenig später, die wirtschaftliche Tragfähigkeit des Projektes zu prüfen. Im Jahr 1975 begann General Instrument im Auftrag des finnischen Fernsehherstellers Salora Oy dann auch offiziell mit der Entwicklung des Chips. Mit den namhaften Unternehmen Telefunken, Loewe-Opta und der spanischen Vanguard SA schlossen sich bald weitere zukünftige Abnehmer an. Auf Nachfrage der Interessenten integrierte General Instrument auch andere Spiele als das ursprünglich vorgesehene Bildschirm-Tennis. Hinzu kamen zusätzliche Optionen für eine größere Abwechslung innerhalb der einzelnen Spiele.
Im Laufe des Jahres 1975 überführte General Instruments den angepassten Prototypen mit seinen 66 Bauteilegruppen in entsprechende Fotomasken, um den hochintegrierten Schaltkreis herstellen zu können. Weil man auch ein großes Absatzpotential in außereuropäischen Märkten sah, hatte das Unternehmen zuvor 15 Ingenieure im US-amerikanischen Hicksville zur Konstruktion einer Variante für die NTSC-Fernsehnorm abgestellt. Nach Abschluss der Entwicklungsarbeiten begann im Januar 1976 die Herstellung von Testmustern. Erste Vorführmodelle des Chips mit seinen Pong-Varianten und Lichtgewehr-Schießspielen standen im Februar zur Verfügung. Um den Chip in großen Mengen produzieren zu können, rüstete General Instrument zwischenzeitlich eigens Fabriken um, die zuvor noch Bauteile für Taschenrechner produziert hatten. Darüber hinaus stellte man passende Beschaltungselektronik für die Ton- und Bilderzeugung für den nun AY-3-8500 Ball & Paddle genannten Chip bereit. Dadurch war eine einfachere Verwendung möglich, womit wiederum der Kreis potentieller Abnehmer vergrößert wurde. Hinzu kamen separat zu erwerbende Erweiterungen zur Erzeugung von farbigem Bildschirminhalt für die damals noch nicht allgegenwärtigen Farbfernsehgeräte. Im April 1976 wurde der Baustein zum Patent angemeldet.

### Vermarktung
Auf der schon 1975 begonnenen Suche nach zukünftigen außereuropäischen Abnehmern wurde General Instrument im März auch beim US-amerikanischen Spielzeughersteller Coleco Industries vorstellig. Coleco bestellte kurz darauf erste nennenswerte Stückzahlen, um mit einer eigenen Spielkonsole, der noch zu entwickelnden Telstar, ins vielversprechende Videospielegeschäft einsteigen zu können. Im April 1975 präsentierte man einen handverdrahteten Prototypen des neuen Chips auch Magnavox, dem führenden US-amerikanischen Hersteller von Videospielkonsolen. Der aufkommenden Konkurrenz durch Coleco gewahr, sagte Magnavox ebenfalls die Abnahme von hohen Stückzahlen zu, die in einer eigenen Konsole, der späteren Odyssey 300, verbaut werden sollten. Auch Atari zeigte Interesse an dem neuen Schaltkreis. Das Geschäft kam jedoch wegen Ataris Terminvorstellungen nicht zustande: General Instrument sah sich nicht in der Lage, die nachgefragte Menge von 500.000 Chips bereits im September 1975 zu liefern.
Nach dem Verkaufsstart im Februar 1976 konnten bis August desselben Jahres eine Million Chips verkauft werden. Der Stückpreis für Großabnehmer wie Coleco lag zwischen 5 und 6 US-Dollar. Alle weiteren für eine vollständige Konsole benötigten elektronischen Teile kosteten 25 bis 30 US-Dollar. Damit konnten die Hersteller von Konsolen je nach Ausstattung Endverbrauchspreise zwischen 60 und 75 US-Dollar realisieren. Das Interesse an dem neuen Chip war deshalb unerwartet groß, und es kam infolgedessen schnell zu massiven Lieferengpässen. Obwohl im Dezember 1976 der fünfmillionste Schaltkreis ausgeliefert worden war, konnten viele Vorbesteller bis zum Weihnachtsgeschäft 1976 nur einen Bruchteil der von ihnen geplanten Konsolenstückzahlen in den Handel bringen.
Anfang Januar 1977 hatte General Instrument nach eigenen Angaben sieben Millionen und im März neun Millionen Exemplare des AY-3-8500 abgesetzt. Der darauffolgende monatliche Produktionsausstoß in Höhe von etwa einer Million Stück wurde von Preissenkungen auch für das Zubehör begleitet, so dass die Herstellungskosten für eine Videospielkonsole bis Juni 1977 auf etwa 40 US-Dollar sanken. Infolge der günstigen Herstellbarkeit kam es im Laufe des Jahres 1977 zu einem Überangebot von Videospielkonsolen, der in einem ruinösen Preisverfall mündete – dem ersten Video Game Crash. Im Laufe des Jahres 1978 hatte sich die Produktion von Konsolen daraufhin zum größten Teil nach Fernost verlagert. Bis auf Atari, Coleco und Magnavox fertigten 1978 mit Conic, Radofin und anderen fast ausschließlich Hersteller aus Hongkong Spielkonsolen mit dem AY-3-8500. Spätestens ab 1983 fand der Schaltkreis keine nennenswerte Verwendung mehr. In Polen dagegen wurde die Spielkonsole Ameprod TVG-10 mit dem AY-3-8500 wahrscheinlich noch bis 1984 gefertigt.
Vermutlich bereits 1976 brachte General Instrument mit dem AY-3-8550 Ball & Paddle IA eine erweiterte Variante des AY-3-8500 mit zusätzlichen Spieloptionen auf den Markt. Beide Schaltkreismodelle fanden in den darauffolgenden Jahren in verschiedenen Spielkonsolen, Steckmodulen und Fernsehgeräten unterschiedlichster Hersteller Verwendung. Das westdeutsche Unternehmen Interton beispielsweise produzierte die auf dem AY-3-8500 basierenden Konsolen Interton Video 3000 und Interton Video 2400, Telefunken und Salora ihre Fernsehgeräte Palcolor 8610 bzw. Playmaster mit integriertem „Spiele-Baustein“. In der Deutschen Demokratischen Republik stellte der VEB Halbleiterwerk Frankfurt an der Oder ab 1979 das Bildschirmspiel 01 (kurz BSS 01) her. Darüber hinaus veröffentlichten unzählige Elektronikzeitschriften Anleitungen zum Eigenbau einer entsprechenden Spielkonsole.

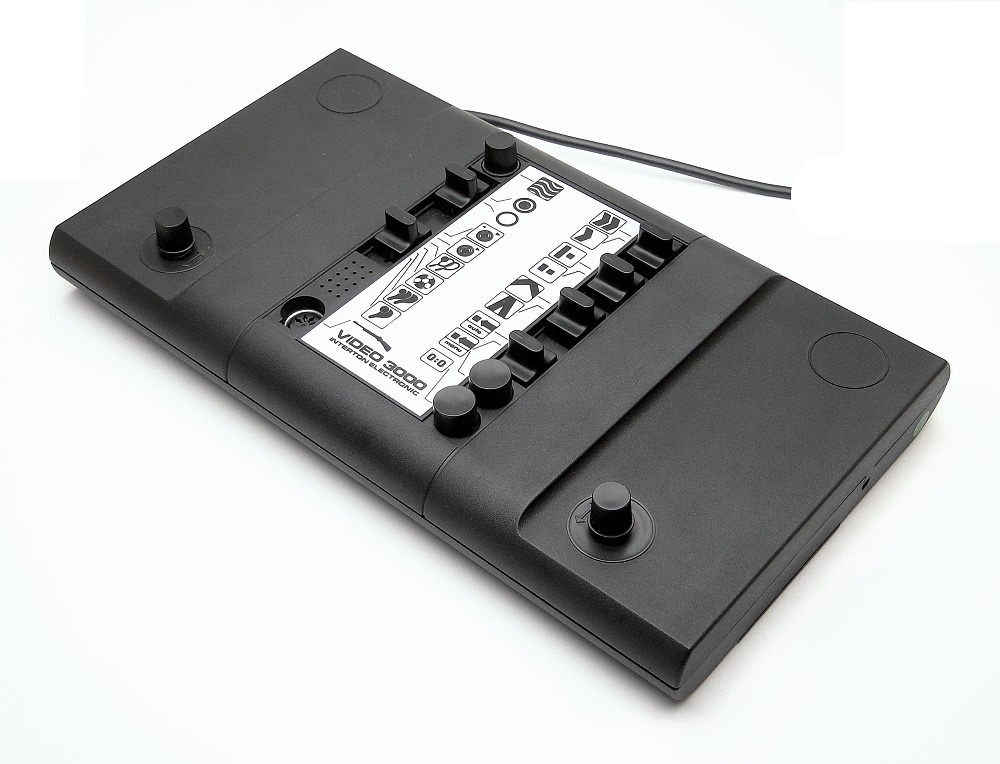
Interton Video 3000
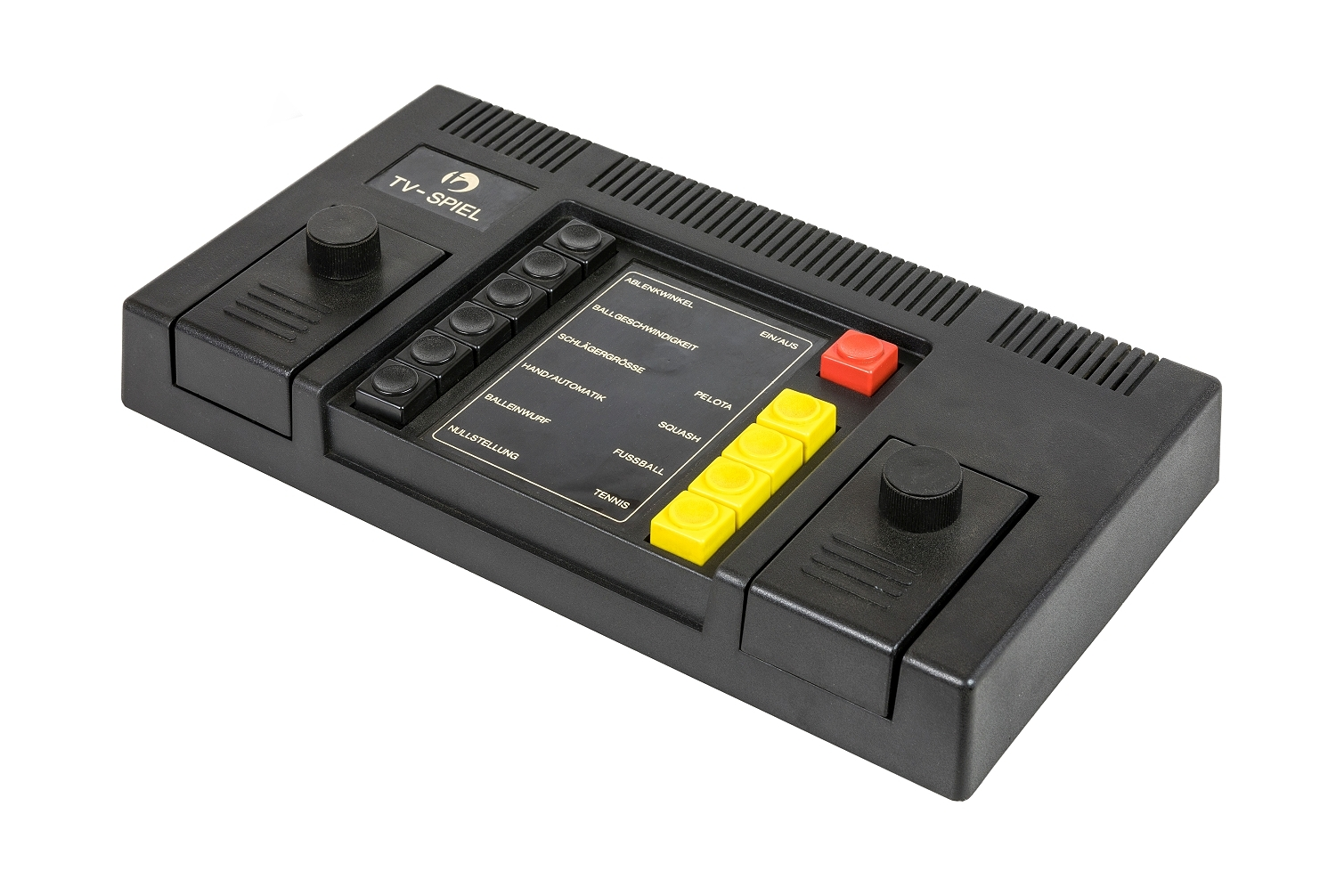
Bildschirmspiel 01
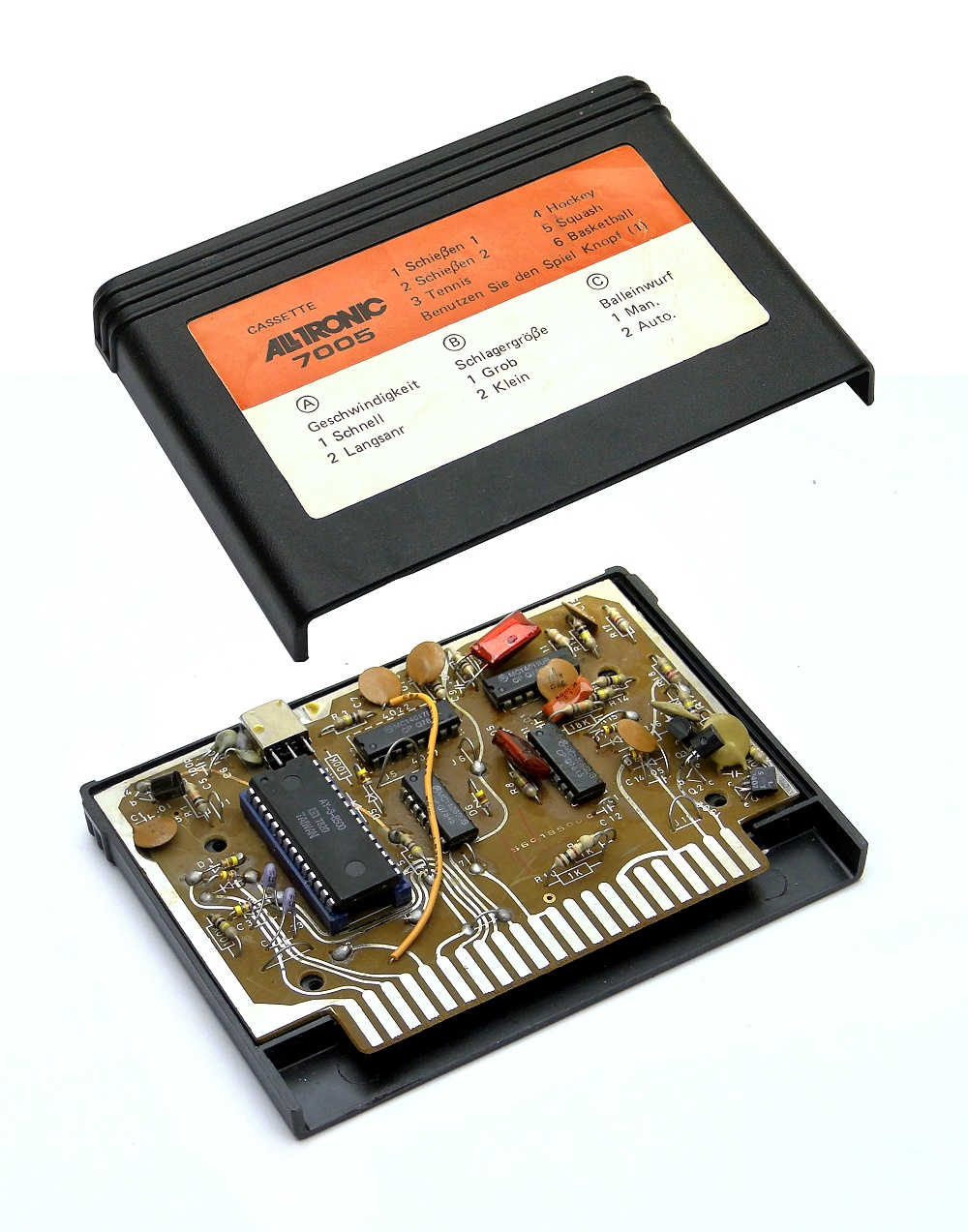
Steckmodul für Alltronic 7000
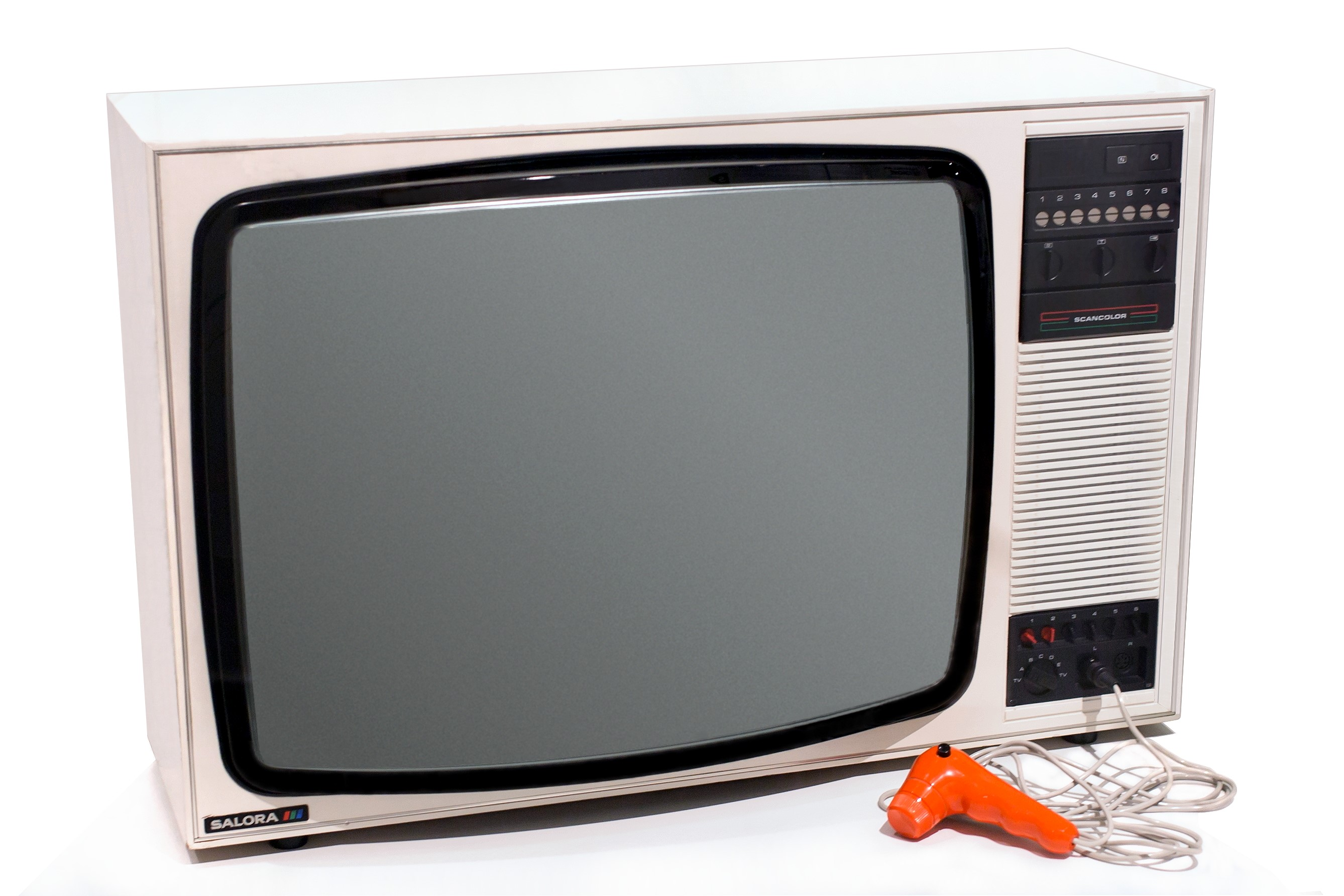
Salora Playmaster

### Moderne Nachbauten
Die einfache Architektur des Systems und umfangreiche Rückentwicklungsarbeiten ermöglichen den miniaturisierten Nachbau der Elektronik mit heutigen technischen Mitteln bei gleichzeitig überschaubarem Aufwand. Eine solche moderne Realisierung erfolgte erstmals 2020 – wie bei anderen Videospiel- und Heimcomputersystemen auch – als Implementierung auf einem programmierbaren Logikschaltkreis (FPGA) nebst Einbettungssystem.

## Spiele
Der AY-3-8500 enthält insgesamt sieben Spiele, wovon eines vom Hersteller undokumentiert ist.

Screenshot von Ataris Pong aus dem Jahr 1972.

Neben den beiden Spielen zum Gebrauch mit einem Lichtgewehr beinhaltet der Schaltkreis insgesamt fünf Varianten von Pong, einem Spiel, das erstmals 1972 von Atari in Form eines Arkadeautomaten veröffentlicht wurde. Analog zum namensgebenden Ping-Pong beziehungsweise Tischtennis gilt es dabei für zwei Spieler, abwechselnd einen Ball derart ins gegnerische Spielfeld zu schlagen, dass er nicht zurückgespielt werden kann. Das Regelwerk, die Spielmechanik und die audiovisuelle Präsentation sind wegen der damaligen leistungsschwachen Hardware stark vereinfacht. So wird das Spielfeld im Draufblick und ohne jegliche Texturen oder andere grafische Details in Schwarz und Weiß gezeigt. Die Spielfiguren werden jeweils durch einen hochkant stehenden blockartigen Strich – den Schläger (englisch paddle) – angedeutet. Der Ball, dessen Bewegung im Sinne technisch einfacher Handhabbarkeit stets geradlinig verläuft, wird durch ein durch die damalige Hardware ebenfalls leicht zu erzeugenden quadratischen Punkt dargestellt. Um diesen Ball zurückspielen zu können, muss der Schläger mittels Konsolen-Handregler in eine solche vertikale Position gebracht werden, dass er die Bewegungsbahn des Balls kreuzt. Der auftreffende Ball prallt dann mit einem dem Einfallswinkel entgegengesetzten Ausfallwinkel ab und wird damit zur gegnerischen Seite zurückgespielt. Verpasst einer der Spieler den Ball und verlässt dieser daraufhin das Spielfeld, erhält der Gegenspieler einen Punkt. Die Partie endet, wenn einer der beiden Spieler 15 Punkte erreicht hat. Der Spielstand wird dabei durch grob aufgelöste, blockige Ziffern angezeigt. Pong zählt durch die starken Abstraktionen sowohl in der Präsentation als auch in der Spielmechanik zu den einfachstmöglichen Videospielen überhaupt. Es ist mit den später erschienenen und wesentlich komplexeren Sportspielen  nicht vergleichbar.

### Tennis

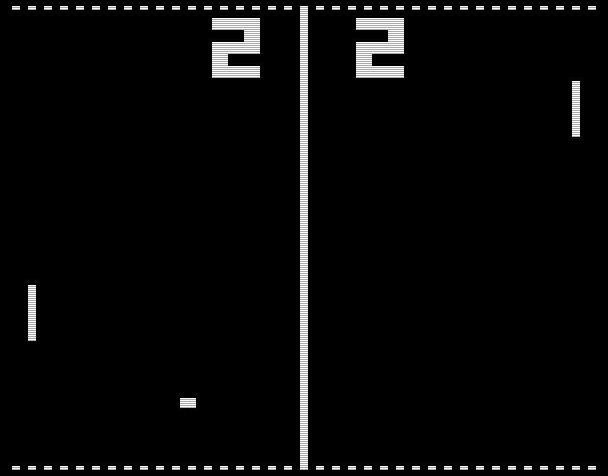
Screenshot Tennis

Analog zum realen Tennisspiel stehen sich auch hier zwei Spieler gegenüber. Das als Linie in der Bildschirmmitte dargestellte Netz dient lediglich der optischen Trennung des Spielfelds und hat keinen Einfluss auf den Ball. Die ebenfalls gezeigte obere und untere Spielfeldbegrenzung ist – im Gegensatz zum realen Tennis – ins Spielgeschehen eingebunden, da der Ball bei Berührung ins Spielfeld zurückgelenkt wird und zwar mit einem dem Einfallswinkel entgegengesetzten Ausfallwinkel.

### Soccer (Fußball, Hockey)

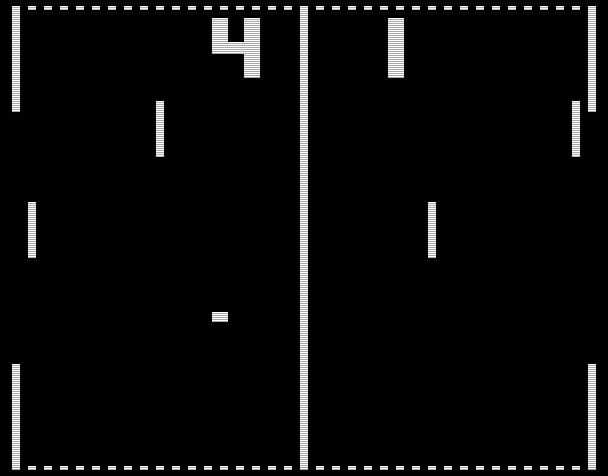
Screenshot Soccer

Das Spielfeld unterscheidet sich vom Tennisplatz durch zwei zusätzliche reflektierende Linien am rechten und linken Spielfeldrand. Diese vertikalen Spielfeldbegrenzungen sind jedoch nicht durchgängig, sondern mittig durchbrochen. Passiert ein Ball diese Öffnung, das Tor, so enthält die gegnerische Mannschaft einen Punkt. Jede dieser Mannschaften besteht im Gegensatz zum realen Fußball- beziehungsweise Hockeyteam lediglich aus einem Stürmer und einem Torwart, jeweils in zwei verschiedenen Spielfeldhälften. Diese sind ebenfalls nur schematisch in Strichform dargestellt. Beide werden vom Spieler simultan in vertikaler Richtung bewegt, um den Ball zurückschlagen und ein Tor erzielen beziehungsweise verhindern zu können.

### Squash

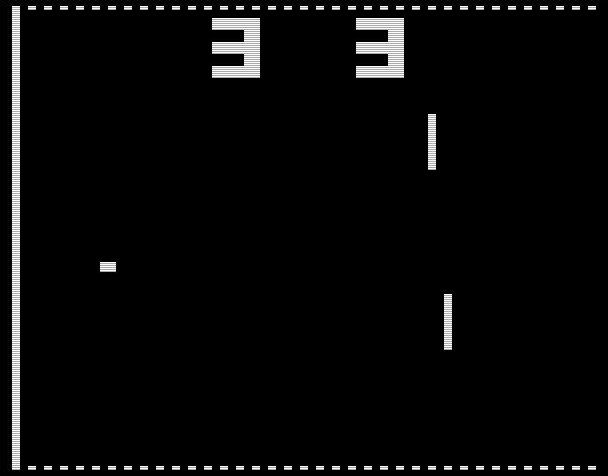
Screenshot Squash

Gleich dem realen Squash wird von zwei Spielern wechselseitig solange ein Ball gegen eine feststehende vertikale und reflektierende Wand geschlagen, bis ihn eine der beiden Parteien nicht mehr zurückspielen kann.

### Practice (Übungsmodus)

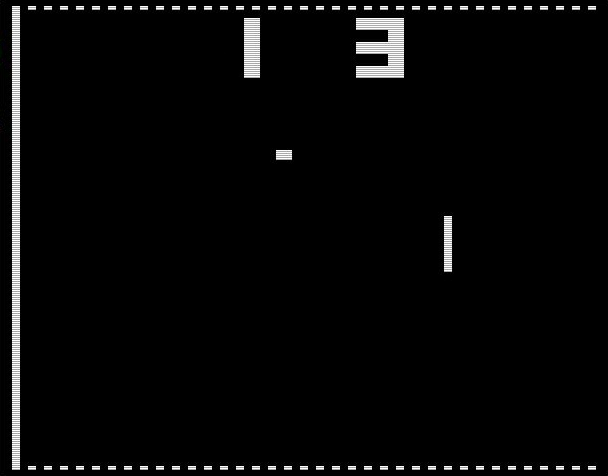
Screenshot Practice

Der Übungsmodus entspricht dem Spiel Squash für einen einzelnen Spieler. Damit können in Abwesenheit eines zweiten Spielers feinmotorische Fähigkeiten und die Hand-Auge-Koordination trainiert werden. Oft wird dieser Modus auch Pelota genannt.

### Rifle Shooting Game 1 und 2 (Schießspiele)

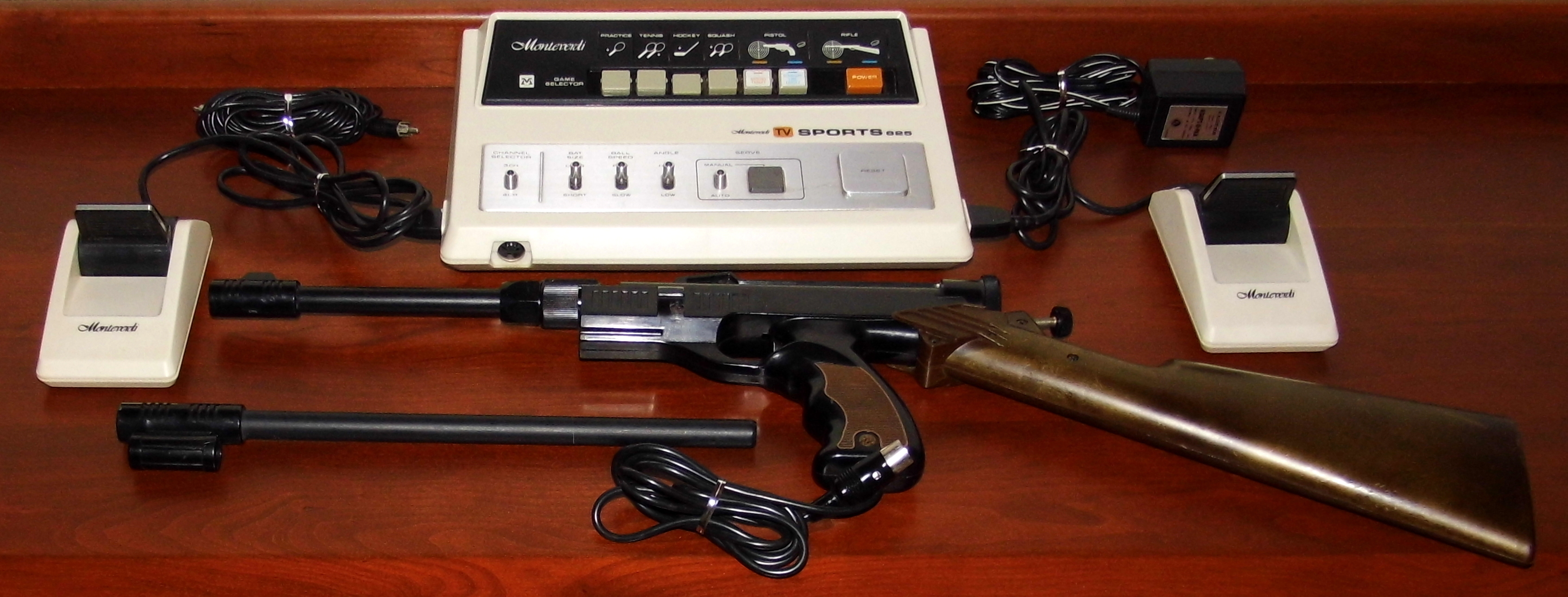
Konsole mit Lichtgewehr

Beiden Schießspielen liegt das Prinzip des Tontaubenschießens zugrunde. Die zu treffende Zielattrappe wird dabei auf dem Bildschirm stark vereinfacht als weißes Quadrat auf schwarzem Hintergrund dargestellt. Dieser Bildpunkt bewegt sich in einem bestimmten Winkel mit einer vorgegebenen Geschwindigkeit geradlinig über den Bildschirm. Der Spieler muss dieses Objekt mittels Lichtgewehr anvisieren und durch Drücken des Abzugs „abschießen“. Im Gegensatz zum realen Schießen wird dabei kein Projektil vom Gewehr ausgesendet. Vielmehr wird mithilfe einer lichtempfindlichen Fotozelle am hinteren Ende des Gewehrlaufs geprüft, ob der helle Bildpunkt und der Gewehrlauf zum Zeitpunkt des Abdrückens eine Gerade bilden. Wenn diese Bedingung nicht erfüllt ist, gelangt nicht genug Licht vom Bildpunkt zur Fotozelle. Infolgedessen stellt diese kein Auswertesignal für den AY-3-8500 bereit und nur der Zähler für die Anzahl der Schüsse wird erhöht. Liegt dagegen ein Treffer vor, wird auch der Zählstand für die Treffer erhöht. Nach 15 Schüssen wird die Anzahl der Treffer angezeigt.
Die beiden Spielvarianten Straight Flight und Random Target unterscheiden sich lediglich darin, dass die Bildschirmgrenzen das Zielobjekt reflektieren oder nicht. Beim ersten Schießspiel erscheint das Ziel am linken Bildschirmrand und bewegt sich solange nach rechts, bis es entweder getroffen wird oder den rechten Bildschirmrand erreicht. Danach erscheint es wieder an einer anderen Position am linken Bildschirmrand und bewegt sich – nun allerdings mit einem anderen Bahnwinkel – erneut nach rechts. Bei der zweiten Variante findet die Bewegung dagegen immer innerhalb aller vier, nun reflektierenden Bildschirmgrenzen statt. Hat man bei der zweiten Spielvariante einen Treffer erzielt, wird das sich weiterhin bewegende Ziel kurzzeitig ausgeblendet. Es erscheint danach an seiner neu erreichten Position wieder auf dem Bildschirm und der Spielablauf beginnt von vorn.

### Undokumentiertes Spiel (Fußball Amateur/Profi, Handicap)
Das Spiel ist eine erweiterte Variante von Soccer. Auf der rechten Spielfeldseite befinden sich nun drei anstelle der zwei Schläger. Dieses Spiel wird ausgeführt, wenn keines der anderen sechs gewählt wurde.

### Einstellmöglichkeiten
Der Schwierigkeitsgrad der Spiele und damit der Unterhaltungswert kann durch unterschiedliche Einstellungsmöglichkeiten variiert werden. Beispielsweise lassen sich die Schlägergröße, die Abprallwinkel des Balles vom Schläger, die Art des Balleinwurfes und die Geschwindigkeit des Balles verändern.
Weitere Betriebsarten sind von General Instrument vorgesehen, benötigen jedoch zusätzliche Beschaltungselektronik. Beispiele sind sich zufällig ändernde Ballgeschwindigkeiten und drei verschiedene Abprallwinkel, die das Spiel interessanter gestalten. Es ist zudem ein grau hinterlegtes Spielfeld mit weißem und schwarzem Schlägern für Squash möglich, um die Schläger insbesondere bei Überlappungen besser unterscheiden zu können. Für das Spiel Tennis kann ein Doppel-Modus realisiert werden, der den Anschluss von vier Handcontrollern und damit ein Spiel für vier Personen ermöglicht. Bis einschließlich 1977 wurde diese Erweiterung jedoch von nur einem Hersteller implementiert. Zur Ausgabe von farbigen Spielfeldern stellte General Instrument mit dem AY-3-8515 einen entsprechenden Konverterbaustein bereit.

## Technische Informationen

### Aufbau

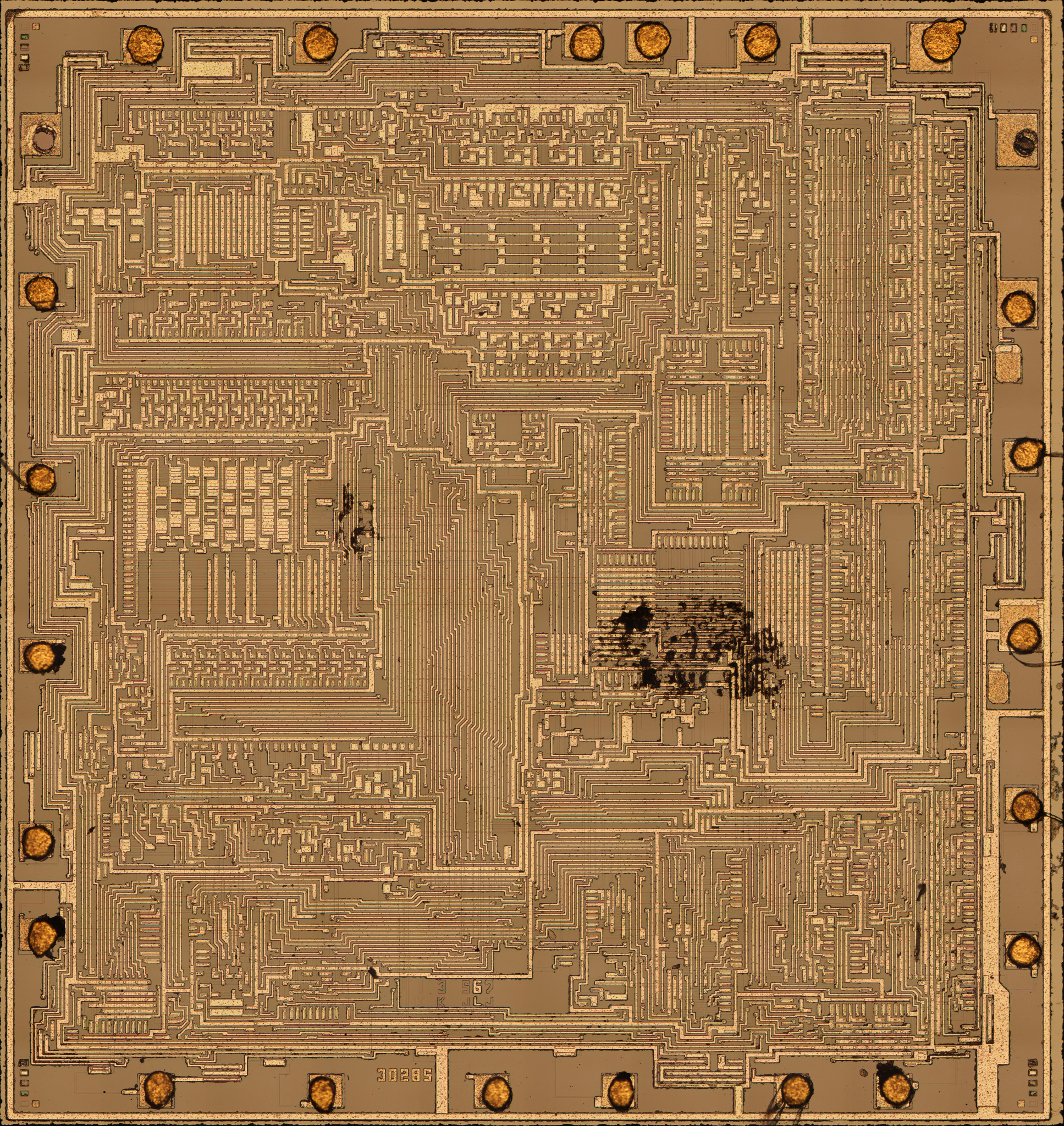
Metallische Schicht des AY-3-8500-Dies mit Leiterbahnen und Bauelementen.

Das 28-polige DIL-Gehäuse des AY-3-8500 enthält einen etwa 4,3 mm breiten quadratischen Siliziumträger. Auf diesem Die sind sämtliche passive und aktive elektronische Bauelemente, darunter etwa 3000 NMOS-Transistoren, in Miniaturformat untergebracht. Damit zählt der AY-3-8500 zu den hochintegrierten Schaltkreisen, die häufig auch als LSI-Chips (von englisch Large Scale Integration) bezeichnet werden. Die Stromaufnahme liegt etwa bei 30 mA, wodurch ein Batteriebetrieb entsprechender Spielkonsolen möglich ist.
Mit dem AY-5-8500 erschien nur wenig später eine 24-polige Version. Der US-amerikanische Halbleiterhersteller Texas Instruments brachte mit seinen beiden Schaltkreisen TMS 1955 und TMS 1965 direkte Nachbauten des AY-3-8500-1 beziehungsweise AY-3-8500 auf den Markt. Das Nachfolgemodell AY-3-8550 hat erweiterte Funktionalitäten, beispielsweise die Möglichkeit, den Schläger auch horizontal bewegen zu können. Durch die erforderlichen zusätzlichen Baugruppen wuchs die Größe des Die um etwa ein Zehntel an.

### Funktionsweise
Im Gegensatz zu den damals wesentlich teureren Mikroprozessoren wie etwa dem Intel 8080 ist der AY-3-8500 nicht programmierbar und er hat auch keinen änderbaren Bildschirmspeicher. Der Spielablauf und sämtliche grafische Daten sind durch entsprechend verschaltete elektronische Bauelemente in seinem Inneren vorgegeben. Insbesondere sind diese nicht modifizierbar. Zur besseren Verdeutlichung dieses Sachverhalts werden darauf basierende Videospielsysteme auch als fest verdrahtet (englisch hard-wired) oder spezialisiert (englisch dedicated) bezeichnet.
Änderbare Spieleparameter wie bspw. die Schlägergröße und der Abprallwinkel des Balls, aber auch zusätzliche Optionen wie der 4-Spieler-Modus werden ausschließlich durch äußere Beschaltungselemente wie Widerstände oder Schalter eingestellt. Auch die Auswahl eines Spiels erfolgt extern durch einen Schalter, mit dem die zum jeweiligen Spiel gehörenden Baugruppen innerhalb des Chips aktiviert und alle nicht benötigten deaktiviert werden. Verschiedene Fernsehnormen werden indes durch verschiedene Varianten des Schaltkreises realisiert: den AY-3-8500 für PAL-Fernseher und den AY-3-8500-1 für NTSC-Geräte.
Die Erzeugung der elektrischen Signale für das Fernsehbild erfolgt gemäß den technischen Spezifikationen für die in den 1970er Jahren ausschließlich genutzten analogen Röhrenfernsehgeräte. Dazu zählt beispielsweise, dass ein Bild aus Zeilen aufgebaut wird und dass pro Sekunde 50 Bilder auszugeben sind. Damit wird sichergestellt, dass Bewegungsabläufe für den Betrachter möglichst flüssig und Standbilder weitestgehend flimmerfrei erscheinen.

#### Bilderzeugung
Zum Bildaufbau werden vom Fernseher für die Zeilen- und Bildwechsel entsprechende Steuersignale benötigt, die vom AY-3-8500 bereitzustellen sind. Diese Synchronsignale werden zusammen mit zusätzlichen Austastsignalen und den vom Schaltkreis generierten Bilddaten in einer externen elektronischen Baugruppe, dem Videosummierer, zum BAS-Signal zusammengeführt. Anschließend erfolgt in den meisten Spielkonsolen mithilfe eines Hochfrequenzmodulators und eines Antennenkabels die Einspeisung in die Antennenbuchse des Fernsehgeräts.

##### Synchronsignale
Die Erzeugung der Synchronsignale basiert im AY-3-8500 auf dem Einsatz von zwei Binär-Zählern. Sie teilen das extern zugeführte Taktsignal mit einer Frequenz von 2 MHz auf die Zeilenfrequenz von 15625 Hz und die Bildfrequenz von 50 Hz herunter. Daraus abgeleitete Rechteckimpulse, die Horizontal- und Vertikalimpulse, stehen dann an einem Schaltkreis-Anschlusspin als Synchronsignale zur Verfügung. Im Vergleich zu Rundfunkausstrahlungen ist das vom AY-3-8500 ausgegebene Gemisch von Horizontal- und Vertikalimpulsen weniger komplex. Anstelle der beim Zeilensprungverfahren gegeneinander verschobenen Halbbilder werden auf dem Fernsehbildschirm deckungsgleiche Halbbilder erzeugt. Diese Vereinfachung wurde wegen ihrer besseren technischen Handhabbarkeit im Videospielbereich häufig eingesetzt. Allerdings lässt sich nur jede zweite der bei Fernsehübertragungen üblichen 625 Bildschirmzeilen darstellen, womit das vom AY-3-8500 erzeugte Bild mit seinen maximal 312 Zeilen lediglich die halbe vertikale Auflösung eines normalen Fernsehbildes besitzt. Die horizontale Auflösung, d. h. die Anzahl von Punkten pro Bildzeile, ist im Vergleich zu Rundfunkübertragungen ebenfalls Einschränkungen unterworfen. Es können vom AY-3-8500 lediglich 128 Punkte pro Zeile erzeugt werden. Zur Generierung des Bildschirmgeschehens steht somit ein Raster von 128 mal 312 Punkten zur Verfügung.

##### Bilddaten und Steuerlogik
Beim Bildaufbau wird nacheinander für jeden einzelnen Rasterpunkt geprüft, ob sich dort ein grafisches Objekt (Ball, Schläger, Spielfeld, Punktestandsanzeige) bzw. ein Teil davon befindet. Die Koordinaten eines solchen Punktes werden durch die bereits zur Erzeugung der Synchronsignale benutzten Binär-Zähler bereitgestellt. Der 7-Bit-Horizontalzähler enthält dabei einen der 128 möglichen Werte für die Position innerhalb einer Zeile und der 9-Bit-Vertikalzähler die dazugehörige Zeilennummer. Über eine 7-Bit-Spaltendekodierung bzw. 9-Bit-Zeilendekodierung werden für den aktuellen Punkt durch die Steuerlogik alle notwendigen Überprüfungen durchgeführt. Liegt eine Übereinstimmung vor, d. h. befindet sich ein grafisches Objekt am aktuell untersuchten Punkt, dann erzeugen die diesem Objekt zugeordneten sogenannten Zeichengeneratoren des Schaltkreises einen Rechteckimpuls. Dieser Impuls mit der Dauer von einer halben Mikrosekunde führt auf dem Bildschirm zu einem hellen Bildpunkt. Befindet sich dagegen kein Objekt an der aktuellen Position, so wird kein Impuls erzeugt, und entsprechend bleibt der Bildschirmpunkt dunkel. Durch Erhöhung des Horizontalzählstandes, die jede halbe Mikrosekunde erfolgt, wird die Prozedur auf den nächsten Rasterpunkt angewendet. Ist das Ende einer Zeile erreicht, wird der Zeilenzähler zurückgesetzt und gleichzeitig der Vertikalzählstand erhöht – und so weiter. Sind sämtliche 39.936 Punkte des Rasters abgearbeitet, ist das Fernsehbild vollständig dargestellt. Während des Bildwechsels folgt die Aktualisierung der Positionszähler für die ortsveränderlichen Schläger und den Ball. Das geschieht unter Berücksichtigung von Kollisionen und den Benutzereingaben. Falls nötig, werden durch die Spiellogik die Punktestandszähler aktualisiert.

##### Ball, Schläger, Spielstandsanzeige
Der Ball wird entgegen seinem realen Vorbild als Viereck dargestellt. Seine Position innerhalb des Rasters entspricht den Werten zweier Vorwärts-Rückwärts-Zähler, die einmal pro Bild, d. h. alle 20 Millisekunden weiterzählen. Mithilfe der Steuerlogik werden die Ballkoordinaten mit denen der Reflexionsobjekte verglichen. Sind sie paarweise gleich, kommt es zu einer Reflexion. Dabei unterscheidet die Steuerlogik zwischen Reflexionen an waagerecht und senkrecht gelagerten Objekten. Bei der Reflexion an waagerechten Objekten wird die horizontale Bewegung beibehalten und die vertikale Zählrichtung umgekehrt. Trifft der Ball auf ein senkrechtes Objekt, wird die horizontale Zählrichtung umgekehrt und die vertikale bleibt unberührt. Eine Ausnahme hiervon bilden die durchlässige Mittellinie und unter Umständen die Schläger. Bei den Schlägern ist in einigen Fällen die Umkehr beider Zählerrichtungen möglich, auch können sie für den Ball durchlässig sein. Letzteres tritt auf, wenn der Schläger vom Ball auf der Rückseite getroffen wird oder wenn das Spiel beendet wurde.
Die Schläger können in zwei oder vier Sektionen aufgeteilt sein. Die beiden inneren Sektionen reflektieren den auftreffenden Ball in einem Winkel von 20 Grad, die beiden äußeren dagegen in einem Winkel von 40 Grad. Die horizontalen Positionen der Schläger sind fest vorgegeben. Die durch den Handregler veränderbaren vertikalen Positionen werden durch die zeitliche Differenz zum Vertikalimpuls definiert. Mithilfe von weiteren Binär-Zählern erfolgt dann die Umsetzung in eine entsprechende digitale Adresse, mithilfe derer die Steuerlogik beim nächsten Bildaufbau die Zeichengeneratoren für die Schläger anspricht.
Die Registrierung und seitenrichtige Zuordnung eines Tores beziehungsweise Fehlers wird von der Steuerlogik ebenfalls während des Bildwechsels vorgenommen. Parallel werden die Punktestände von 0 bis 15 in zwei 4-Bit-Zählern entsprechend aktualisiert. Wegen der hohen schaltungstechnischen Komplexität belegt die Zählbaugruppe zusammen mit dem zugehörigen Generator zur Darstellung der Ziffern etwa ein Achtel der Fläche des Schaltkreisdies.

#### Tonerzeugung
Der AY-3-8500 liefert Rechtecksignale dreier unterschiedlicher Frequenzen, die das Spiel akustisch untermalen. Bei Ballreflexionen an Schlägern und Spielfeldbegrenzungen werden kurze Töne verschiedener Höhe ausgegeben. Spielstandsveränderungen werden dagegen durch einen länger anhaltenden Ton begleitet.

## Rezeption

### Zeitgenössisch
In einer zeitgenössischen Marktübersicht, die Ende 1976 in der US-amerikanischen Zeitschrift Popular Electronics erschien, wird dem AY-3-8500 eine Vorreiterrolle für die Verwendung hochintegrierter Schaltkreise (LSI) in der Videospielebranche zugebilligt. Er habe wie Magnavox und Atari erstmals handliche Videospiele zum Heimgebrauch ermöglicht, allerdings in wesentlich größerem Maßstab. Zudem sei er einfach anschließbar und flexibler als seine Konkurrenzprodukte einsetzbar, wodurch einem Konsolenhersteller mehr Konfigurations- und damit auch Preisgestaltungsmöglichkeiten offenstünden. Dieser leichte Zuschnitt von Konsolen auf unterschiedliche Bedürfnisse und Zielgruppen komme insbesondere Unternehmen kleiner und mittlerer Größe zugute, urteilte der bei General Instrument angestellte Les Penner 1977 auf der Gametronic-Konferenz, einem der großen jährlichen Treffen der Videospielbranche. Les Penner führt weiter aus, dass der Schaltkreis deshalb „fast im Alleingang“ für die 1976 millionenfach verkauften Spielkonsolen gesorgt habe.

### Retrospektiv

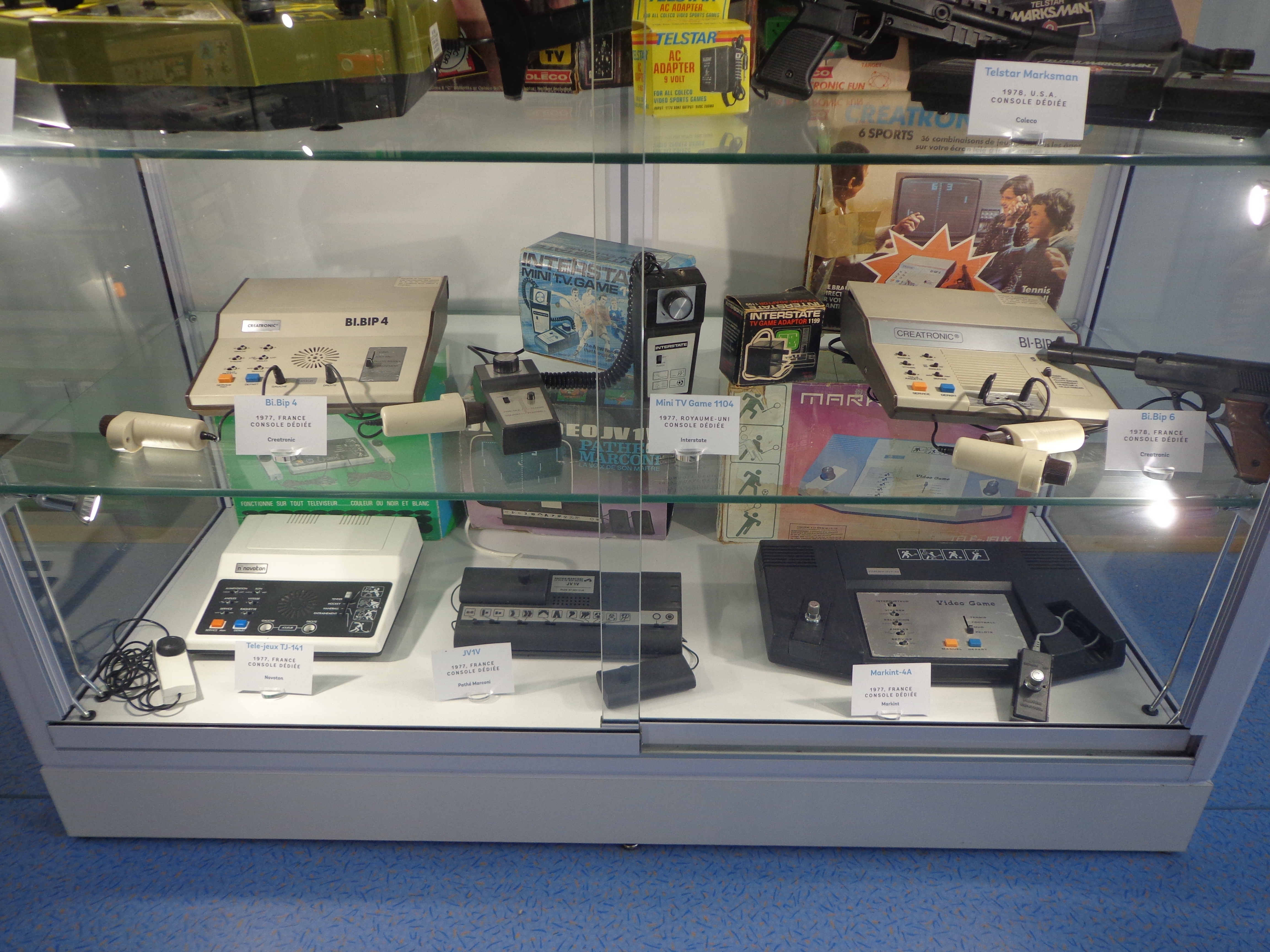
Verschiedene Pong-Konsolen mit dem AY-3-8500 im mittlerweile geschlossenen Pixel Museum in Schiltigheim

Bereits in den 1980er Jahren urteilte die Presse einheitlich, dass der Schaltkreis die Videospieleindustrie nachhaltig geändert und laut InfoWorld sogar revolutioniert habe. Mit dem Erscheinen des AY-3-8500 habe sich „alles für immer geändert“, so der Erfinder der ersten Videospielkonsole Ralph Baer im Jahr 2005 – jeder hätte nun ein qualitativ hochwertiges Pong-Spiel für den Heimgebrauch herstellen können. Durch die einfache Verwendbarkeit habe der Chip vielen Unternehmen, die wie Coleco bereits einen Einstieg in die Branche der „TV-Spiele“ erwogen, die Entscheidung leicht gemacht und hohe Verkaufszahlen ermöglicht. Andererseits seien aber auch Unternehmen wie First Dimension, die schon vor Erscheinen in der Branche tätig waren und beträchtliche Summen in die Produktion teurer Vorgängerkonsolen mit TTL-Technologie investiert hätten, laut dem Autor Steve Bloom „auf der Strecke geblieben“. Die vom AY-3-8500 verursachte Änderung der Konkurrenzsituation und das damit einhergehende Überangebot führte nach Meinung vieler Autoren 1977 zum ersten Zusammenbruch des weltweiten Videospielemarktes, dem Video Game Crash von 1977. Selbst etablierte Hersteller wie Atari mussten laut InfoWorld von einem finanzstarken Investor wie Times Warner übernommen werden, um die Entwicklung und Herstellung einer zum Überleben benötigten neuen Konsolengeneration – des späteren Atari VCS 2600 – zu gewährleisten.
Spielkonsolen mit dem AY-3-8500 sind ständige Ausstellungsstücke in verschiedenen Computermuseen, darunter das Computerspielemuseum Berlin und das Pixel Museum im elsässischen Schiltigheim.